# Neolindus longithorax
Neolindus longithorax (лат.) — вид коротконадкрылых жуков рода Neolindus из подсемейства Paederinae (Staphylinidae). Название N. longithorax представляет собой сочетание латинских слов «longus», означающего «длинный», и «thorax» как анатомической части насекомого и относится к относительно длинному тораксу этого вида.

## Распространение и экология
Неотропика. Вид известен только из типового местонахождения во Французской Гвиане (Saint-Laurent-du-Maroni, Saül, Mont Galbao). Он был собран с помощью ловушки (flight interception trap) на высоте 740 м над уровнем моря (3°37’18’’N, 53°16’42’’W).

## Описание
Мелкие коротконадкрылые жуки. Длина тела около 9 мм. Голова коричневая; переднеспинка светло-коричневая; ноги коричневые; надкрылья темно-коричневые; брюшко коричневое. Пронотум квадратный, с беспорядочно распределенными микропунктурами, отсутствующими в медиальной продольной линии. Метастернальный интеркоксальный отросток с 1 парой мельчайших округлых отростков. Надкрылья длиннее ширины, поверхность надкрылий с умеренно плотной пунктировкой в 8-10 продольных рядов. Передние голени с 4 хорошо развитыми гребнями волосков; вершинный гребень продольный, состоит из широко разделенных, толстых волосков; мезотибиальный апикальный ктенидий с обеих сторон, внутренний длиннее наружного; мезотарзомер 1 длиннее 2, мезотарзомеры 3 и 4 длиннее 2, мезотарзомер 5 длиннее 1; внутренний ктенидий задней голени длиннее наружного; метатарсомер 1 длиннее метатарсомера 2, метатарсомеры 3 и 4 длиннее метатарсомера 2, метатарсомер 5 длиннее метатарсомера 1.

## Систематика
Вид был впервые описан в 2024 году по типовым материалам из Южной Америки. Габитус N. longithorax похож на габитус N. bidens строением тергита VIII, а также более широкой срединной долей эдеагуса. Однако задний край тергита VIII у N. longithorax отличается от такового у N. bidens более заметной центральной лопастью и менее развитыми боковыми лопастями. Кроме того, эдеагус N. longithorax имеет более узкую и удлиненную срединную долю без срединного отверстия, в отличие от мощной и медиально расширенной срединной доли с отчетливым срединным отверстием на парамеральной стороне эдеагуса у N. bidens.